# سنقز بايين (ميانكوه)
سنقز بايين (بالفارسية: سنقز پایین) هي قرية تقع في إيران في خراسان رضوي. يقدر عدد سكانها بـ 42 نسمة .